# Lahti
Lahti (švedsko Lahtis) je mesto na Finskem in središče regije Päijät-Häme (Päijännska Tavastija). Prebivalcev Lahtija je približno 121.000, medtem ko ima podregija približno 204.000 prebivalcev. Je 9. najbolj naseljena občina na Finskem in šesto najbolj naseljeno mestno območje v državi.
Ime mesta v finščini pomeni »zaliv«. Lahti se imenuje tudi "finski Chicago" zaradi podobnosti zgodnjih industrij obeh mest, ko sta bili znani kot "klavniški mesti". Tudi težavna zgodovina obeh mest v smislu kriminala je bila obravnavana kot ena od podobnosti.
Leži na južnem bregu jezera Vesijärvi okoli 100 kilometrov severovzhodno od Helsinkov, 38 kilometrov jugozahodno od Heinole in 74 kilometrov vzhodno od Hämeenlinna, glavno mesto regije Tavastia Proper (Kanta-Häme). Lahti je na križišču ceste 4 (med Helsinki in Jyväskylä) in ceste 12 (med Tamperejem in Kouvolo), ki sta najpomembnejši glavni cesti v Lahtiju.
Lahti je dolgoletno pionirsko mesto na področju okoljske trajnosti, ki sega že v leto 1990 in prej. Evropska komisija je Lahti razglasila za zeleno prestolnico Evrope leta 2021.
Lahti je sedež UNESCO Globalnega geoparka Salpausselkä, enega od 4 Unescovih geoparkov na Finskem. Salpausselkä je bil leta 2022 dodan na seznam več kot 170 Unescovih globalnih geoparkov na svetu.
Grb mesta prikazuje kolo vlaka, obdano s plameni. Nanaša se na železnico Riihimäki–Sankt Peterburg, ki je odločilno vplivala na nastanek mesta na njegovem križišču.
Lahti slovi kot središče zimskih športov, kjer vsako leto poteka mednarodno tekmovanje v nordijskem smučanju; je tudi mesto, ki je doslej največkrat, sedemkrat, gostilo svetovno prvenstvo v nordijskem smučanju.

## Zgodovina
Lahti je bil prvič omenjen v dokumentih leta 1445. Vas je pripadala župniji Hollola in je bila ob srednjeveški trgovski poti Ylinen Viipurintie, ki je povezovala mesti Hämeenlinna in Viipuri.
Dokončanje železniške proge Riihimäki – Sankt Peterburg leta 1870 in prekopa Vesijärvi leta 1871 sta Lahti spremenila v živahno postajo, okoli katere so začele rasti industrijske naprave. Železniška postaja v pristanišču Vesijärvi je bila dolgo časa druga najbolj obremenjena postaja na Finskem. Obrtniki, trgovci, nekaj državnih uradnikov in veliko industrijskih delavcev so se kmalu pomešali z obstoječim poljedelskim kmetom.
19. junija 1877 je bila skoraj vsa vas požgana do tal. Nesreča pa se je izkazala za srečo za razvoj kraja, saj je privedla do tega, da so oblasti znova razmišljale o ustanovitvi mesta v Lahtiju. Car Aleksander II. Ruski je leta 1878 vasi podelil pravice tržnega mesta in odobril mrežni mestni načrt v imperijalnem slogu, ki je vključeval velik tržni trg in široke bulvarje. Ta mrežni načrt še vedno predstavlja osnovo mestnega jedra. Večina stavb so bile nizke lesene hiše, ki so mejile na ulice.
Lahti je bil ustanovljen v obdobju hude gospodarske recesije. Ruski imperij je bil obremenjen z vojno proti Turčiji, ki je prizadela tudi gospodarstvo Velikega vojvodstva Finska. Recesija je upočasnila tudi gradnjo občine: zemljišča se niso prodajala in pogosto parcele nekaj časa niso bile pozidane. V zgodnjih letih je bilo mesto s pičlih 200 prebivalci premajhno, da bi dalo kakršen koli temelj za trgovino. Ob koncu 1890-ih si je mestni odbor Lahtija še bolj prizadeval, da bi Lahti postal mesto. Spomladi 1904 so prizadevanja končno obrodila sadove, saj je senat odobril prošnjo, čeprav je minilo še osemnajst mesecev, preden je car Nikolaj II. Ruski končno blagoslovil in izdal odlok za ustanovitev mesta Lahti.
Konec leta 1905 je območje, ki danes obsega Lahti, štelo okoli 8200 ljudi, od tega jih je nekaj manj kot 3000 živelo v samem mestu. Vse bistvene občinske ustanove so bile zgrajene v pičlih desetih letih, vključno z bolnišnico in mestno hišo. Hkrati se je v središču mesta hitro povečevalo število zidanih hiš. Bitka pri Lahtiju je potekala v finski državljanski vojni leta 1918, ko je nemški odred Brandenstein prevzel mesto Rdečim.
V zgodnjih 1920-ih je mesto pridobilo posest dvorca Lahti, pomembnega kosa zemlje, ki je mesto pred tem ščitil pred jezerom. V 1930-ih je že bil eno najhitreje rastočih finskih mest, prav tako tudi prebivalstvo in pred začetkom zimske vojne se je njegovo prebivalstvo približevalo 30.000.
Z dodajanjem novih območij v letih 1924, 1933 in 1956 je Lahti rasel tako po številu prebivalstva kot po površini. Povečanje števila prebivalstva je bilo še posebej močno po drugi svetovni vojni, ko so v mesto naselili 10.000 evakuiranih ozemelj z ozemelj Karelije, ki jih je Finska izgubila proti Sovjetski zvezi, in kasneje v 1960-ih in 1970-ih kot posledica urbanizacije. Hitra rast prebivalstva se je močno končala leta 1975 in mesto je od takrat raslo znatno počasneje, čeprav bolj enakomerno, z zadnjo opazno rastjo prebivalstva leta 2016, ko je občina Nastola postala del Lahtija.z ozemelj Karelije, ki jih je Finska izgubila proti Sovjetski zvezi,
Decembra 2018 je Lahti postal prvo novo univerzitetno mesto na Finskem po Rovaniemiju leta 1979, ko je parlament sprejel spremembo univerzitetne zakonodaje. Univerzo LUT danes sestavljata dva kampusa, Lappeenranta in Lahti.

## Geografija
Nad terenom Lahtija prevladuje prvi greben Salpausselkä, končna morena, ki prereže mesto od zahoda proti vzhodu. Mesto stoji na prehodu iz južnega obalnega območja v Finsko pojezerje. Severno od Salpausselkä so vidni skalnati hribi in razdrobljena jezera, na južni strani pa prevladujejo gozdovi in majhne reke. Ločnica je očitna tudi v zemlji, ki je večinoma sestavljena iz tila na severu in gline na jugu. Največje jezero je Vesijärvi, ki je tudi prehod v osrednjo Finsko preko jezera Päijänne. V bližini parka Lanu-puisto je tudi ribnik, imenovan Pikku-Vesijärvi ('Mali Vesijärvi').

### Upravna delitev
Območje mesta Lahti je razdeljeno na dva načina: prvič, na 40 individualno oštevilčenih okrožij (finsko kaupunginosa), in drugič, na 9 večjih območij (finsko suuralue), ki so razdeljena na 41 statističnih okrožij ( finsko tilastollinen kaupunginosa) in naprej v 169 statističnih področij (finsko tilastoalue).

### Podnebje
Po Köppnovi podnebni klasifikaciji ima Lahti vlažno celinsko podnebje (Dfb). Poletja so v mestu običajno topla, s povprečno dnevno temperaturo v juliju, ki je presegla več kot 23 °C in je imela tudi največ 25 °C (ali več) dni v zadnjih dveh desetletjih, ob Kouvoli. Zime so mrzle in dolge, vendar zaradi podnebnih sprememb postajajo predvsem zime vedno bolj mile. Med vročinskim valom leta 2010 je temperatura v Lahtiju dosegla 35,0 °C. Količina padavin je skozi vse leto dokaj enakomerno razporejena. Najbolj suho obdobje je pomlad, največ padavin je v drugi polovici leta.

## Gospodarstvo
Gospodarsko so Lahti, ki vključuje okoliške občine, močno prizadela propad finsko-sovjetske trgovine in recesija v zgodnjih 1990-ih. Vrednost proizvodnje je upadla predvsem v strojništvu in drugih predelovalnih panogah (npr. pohištvena industrija). Proizvodnja se je zmanjšala tudi v tekstilni in oblačilni industriji. Leta 1990 je bilo v regiji Lahti 90.370 delovnih mest. Število delovnih mest se je v naslednjih nekaj letih zmanjševalo, tako da je bilo leta 1993 v regiji manj kot 70.000 delovnih mest. Število delovnih mest se je leta 1999 počasi povečalo na 79.138.

## Kultura
Lahti goji kulturne ambicije, ki se kažejo zlasti v gradnji velikega kongresnega in koncertnega centra Sibeliusove dvorane (2000) arhitektov Kimma Lintule in Hannuja Tikke. Lahti ima enega najbolj znanih finskih simfoničnih orkestrov, Lahti simfonični orkester (Sinfonia Lahti), ki ima sedež v Sibeliusovi dvorani in izvaja tako klasično kot popularno glasbo, predvsem s poudarkom na glasbi Jeana Sibeliusa. Orkester je prejel številne ugledne mednarodne nagrade in ga pogosto poslušamo na BBC Radiu 3.
Program letnega glasbenega festivala v Lahtiju vključuje dogodke, kot sta Lahti Organ Festival, jazz festival na mestnem trgu in festival Sibelius.
Poleg Sibeliusove dvorane so druga dodatna pomembna arhitekturna dela kot je mestna hiša (1911) Eliela Saarinena, cerkev sv. Križa (1978) Alvarja Aalta, cerkev Nastola (1804), najstarejša cerkev v mestu, cerkev Joutjärvi, Mestno gledališče (1983) Pekke Salminena, Mestna knjižnica (1990) Arta Sipinena, Klavirski paviljon (2008) Gerta Wingårdha in Potovalni center (2016) arhitektov JKMM. Mesto Lahti je bilo tudi mesto gostiteljice mednarodne nagrade Spirit of Wood Architecture Award, ustanovljene na Finskem leta 1999. Nekateri nagrajenci so prejeli naročilo za oblikovanje majhnih struktur v mestu; med njimi so majhna dela japonskega arhitekta Kengo Kuma in avstralskega arhitekta Richarda Leplastrierja.
V Lahtiju je bila ustanovljena finska folk metal skupina Korpiklaani.
Lahti Ski Museum je športni muzej v Lahtiju, specializiran za smučanje in druge zimske športe. Nahaja se v glavnem mestnem športnem kompleksu v bližini prizorišča smučarskih skokov Salpausselkä.